# Galgenberg (Wellheim)
Der Galgenberg ist ein 446,5 m ü. NHN hoher Berg der Fränkischen Alb. Er liegt bei Wellheim im oberbayerischen Landkreis Eichstätt in Bayern und ist ein ehemaliger Umlaufberg der Urdonau. Die Erhebung ist als Geotop Galgenberg bei Wellheim eingeordnet.

## Geographie

### Lage
Der Galgenberg erhebt sich im Naturpark Altmühltal im Wellheimer Trockental. Sein Gipfel liegt etwa 1,5 km nordöstlich des Ortskerns von Wellheim, 1,8 km östlich von Konstein, 600 m südlich von Aicha und 2 km westnordwestlich von Hard.
Am Nordwestfuß des Berges liegt die als Naturdenkmal ausgewiesene Schutterquelle. Nördlich vorbei fließt durch Aicha der kleine Johannisgraben und südlich, im Übergangsbereich zu Wellheim, der kleine Hardgraben. Beide münden in die südwestlich der Erhebung durch Wellheim fließende Schutter.

### Naturräumliche Zuordnung
Der Galgenberg gehört in der naturräumlichen Haupteinheitengruppe Fränkische Alb (Nr. 08), in der Haupteinheit Südliche Frankenalb (082) und in der Untereinheit Altmühlalb (082.2) zum Naturraum Wellheimer Tal (082.25). Bergnahe Nachbarnaturräume derselben Untereinheit sind Mittlere Altmühlalb (082.23) im Nordosten und Obere Altmühlalb (082.22) im Nordwesten. Auch in Bergnähe befindliche Nachbarnaturräume der angrenzenden Untereinheit Donauseitige Frankenalb (082.1) und dessen Teil Köschinger Forst [082.1(11)] sind Adelschlager Hochfläche (082.12) im Osten, Hainbergalb (082.13) im Südosten und Tagmersheimer Hochfläche (082.10) im Südwesten.

## Schutzgebiete
Auf dem Galgenberg liegen Teile des Landschaftsschutzgebiets Schutzzone im Naturpark Altmühltal (CDDA-Nr. 396115; 1995 ausgewiesen; 1632,9606 km² groß; LSG-Nr. 00565.01) und solche des Fauna-Flora-Habitat-Gebiets Galgenberg und Schutterquelle (FFH-Nr. 7132-372; 11,51 ha; WDPA-Nr. 555521820). Außerdem ist die Erhebung als Geotop Galgenberg bei Wellheim (Geotop-Nr. 176R033) eingeordnet.

## Beschreibung
Der Galgenberg erhebt sich etwa 50 m frei über die weiten Talauen zwischen Wellheim und Aicha ab. Die in Südost-Nordwest-Richtung ausgerichtete Kuppe ist rund 700 m lang und bis zu 300 m breit.
Die Erhebung verdankt ihren Namen, Galgenberg, einer gemeinsamen Richtstätte mit Galgen des fürstbischöflich-eichstättischem Pflegamts Wellheim und dem pfalz-neuburgischen Pflegamts Konstein.
Ihre Entstehung verdankt die Erhebung der Urdonau, die einst das Wellheimer Tal durchfloss. Nahe Stepperg versperrte im Miozän/Pliozän eine Felsbarriere ihren Weg nach Osten. Deshalb verlief sie nach Norden und durchfloss das heutige Trockental in Richtung Dollnstein, weiter durch das jetzige Altmühltal bis nach Kelheim. Den hiesigen Verlauf der Urdonau beweisen alpine Gerölle, die vom Lech in die Donau getragen und von dieser als Schutt abgelagert wurden. Solche Gerölle finden sich auch an den östlich gelegenen Hängen des Galgenberges.
Der Galgenberg selbst besteht aus widerstandsfähigem Kalk- und Dolomitgestein des Weißen Juras. Im Südosten liegt ein Aufschluss von Bankkalken des Malm-Epsilon. Der Urstrom umfloss zunächst die Erhebung in einer großen Schlinge. Durch ständige Erosion an den Prallhängen des Schlingenhalses konnte die Urdonau später diese Schlinge durchstoßen. Der Galgenberg blieb dann als Umlaufberg mitten im Tal stehen.
Während der Rißeiszeit vollzog sich die Verlegung der Urdonau in zwei Etappen. Zuerst wurde sie von der Schutter angezapft und folgte für kurze Zeit deren Tal über Nassenfels-Buxheim. Später lenkte ein kleinerer Fluss, der bereits vorher den Sperrriegel bei Stepperg durchbrochen und den Durchbruch bei Weltenburg geschaffen hatte, die Urdonau in das heutige Tal durch Neuburg und Ingolstadt um. Das Wellheimer Tal liegt seitdem trocken. Nur die am Galgenberg entspringende Schutter, die nach etwa 30 km bei Ingolstadt in die Donau mündet, stellt noch die Verbindung zu dieser Flussvergangenheit her. Die Schutterquelle am nordwestlichen Bergfuß ist eine aus größerer Tiefe gespeiste Karstquelle.
Der Hügel diente auch als Höhensiedlung der Bronzezeit und der Hallstattzeit. Heute steht auf dem Berghang etwas ostsüdöstlich oberhalb der Schutterquelle das bewirtschaftete Naturfreundehaus Konstein.

## Bilder

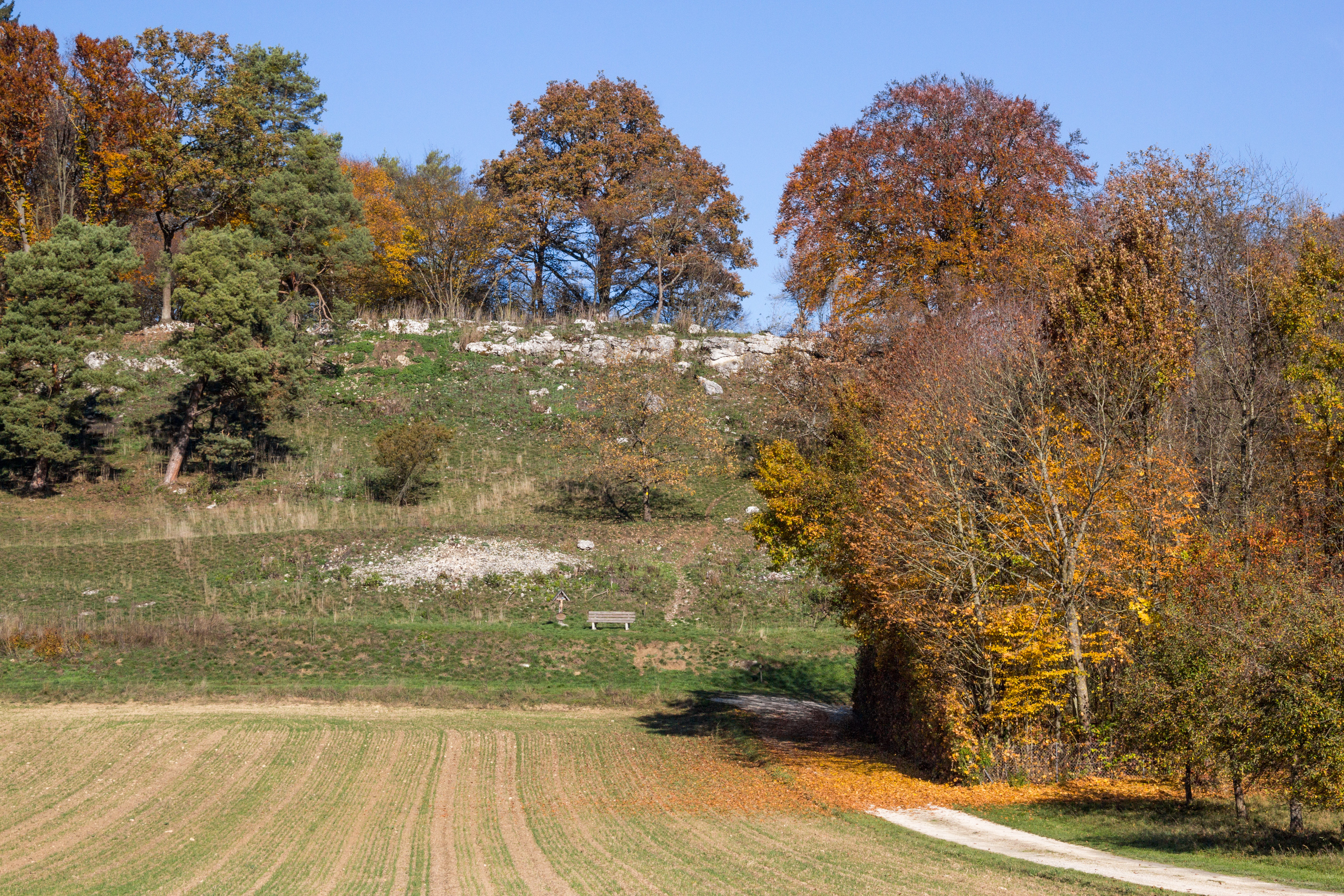
Geröllablagerung im Osten
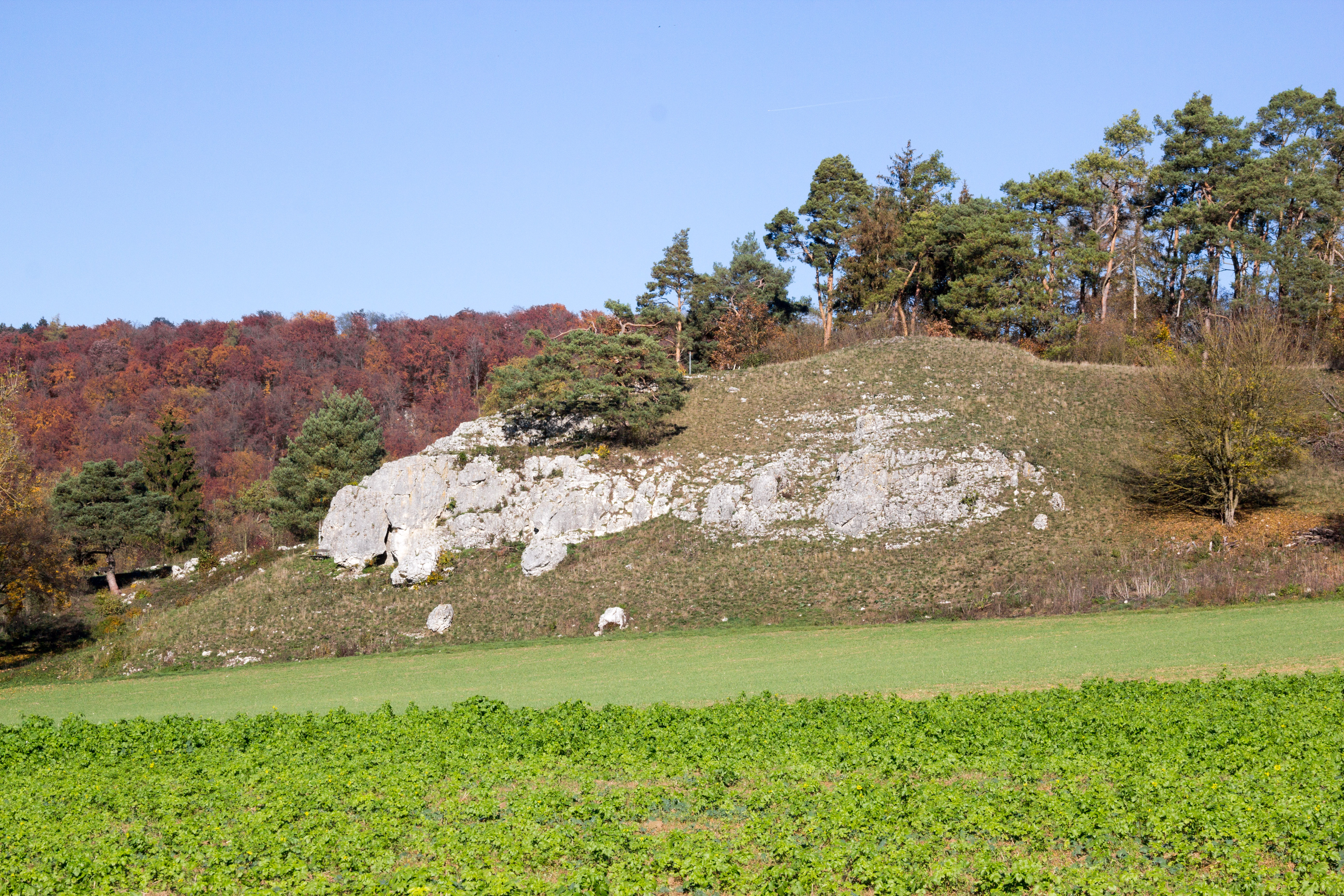
Malm-Aufschluss
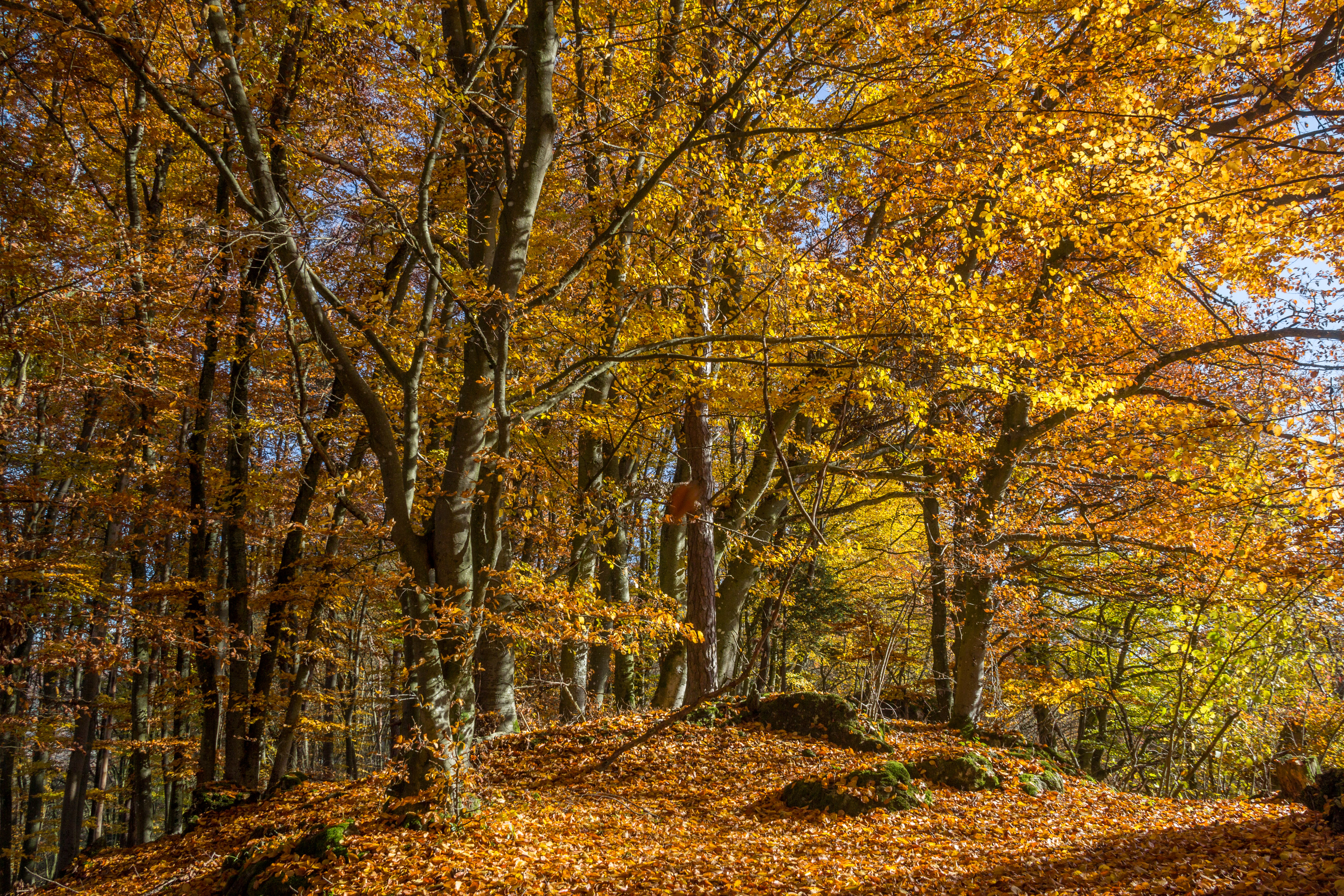
Gipfelbereich im Herbst
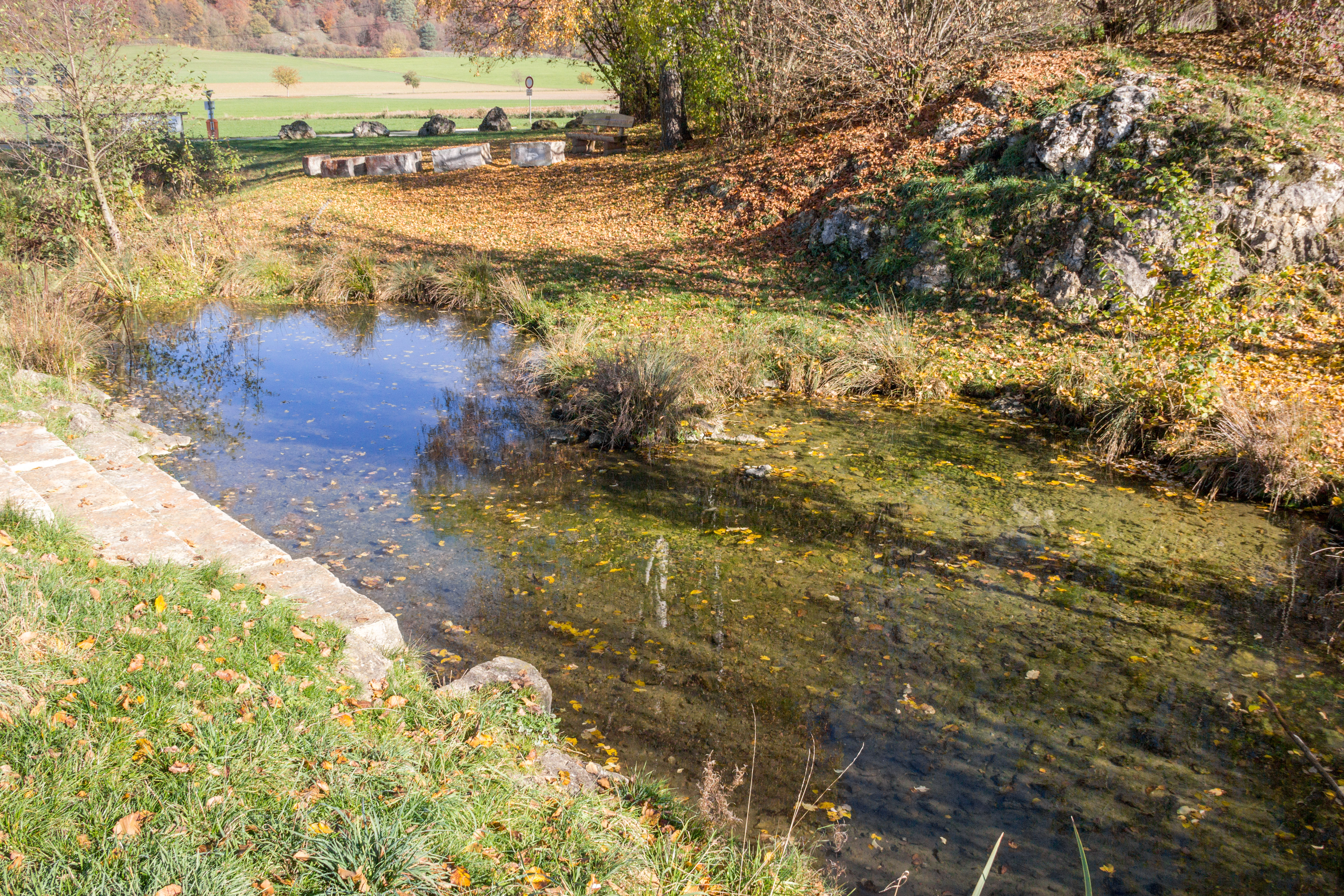
Schutterquelle am Fuß des Berges